# Varga István (orvos)
Varga István, 1898-ig Weisz (Vác, 1895. május 7. – Budapest, 1981. január 17.) fogorvos, szájsebész, egyetemi tanár, az orvostudományok kandidátusa (1956).

## Élete
Varga (Weisz) Adolf mérnök, a kecskeméti izraelita hitközség elöljárója és Schatteles Terézia gyermekeként született zsidó családban. Középiskolai tanulmányait Kecskeméten végezte, majd a Budapesti Tudományegyetem hallgatója lett, ahol 1918-ban orvosdoktorrá avatták. Ezt követően a budapesti II. számú Sebészeti Klinikán volt műtőnövendék, majd 1939-ig a Stomatológiai Klinikán működött tanársegédként. Időközben több alkalommal tett tanulmányutakat: 1926-ban három hónapot Rostockban töltött, 1928-ban, 1929-ben és 1930-ban pedig egy-egy hónapot  Bécsben. 1943-ban a Fővárosi Kórházak állományába került, majd két évvel később a Fővárosi István Kórház Szájsebészeti Osztályára helyezték, ahol főorvosként és öt évig igazgatóhelyettesként működött. 1946-ban a Pázmány Péter Tudományegyetemen a „Fogszabályozás” tárgykörében magántanárrá habilitálták. Két évvel később tagja lett a Tudományos Tanácsnak. 1956-ban a Vizsgálatok az arckoponya öregkori sorvadásáról és protétikai korrekciós műtéti eljárások tárgykörű kutatómunkájáról írt disszertációja alapján elnyerte a kandidátusi fokozatot. 1961 augusztusában kinevezték a Budapesti Orvostudományi Egyetem Gyermekfogászati és Fogszabályozási Klinikájára egyetemi tanárrá. A következő évtől a Klinika igazgatója lett. 1964-től a Fogorvostudományi Kar dékánja volt, ahonnan 1969-ben vonult nyugdíjba. Tudományos munkásságát a fogszabályozás és a szájsebészet terén fejtette ki. 1932 és 1976 között – a második világháború éveit leszámítva – szerkesztette a Fogorvosi Szemlét. Tagja volt az Egészségügyi Tudományos Tanács fogászati szakbizottságának, a Magyar Fogorvosok Egyesülete elnökségének, s ez utóbbi tiszteletbeli elnökének is megválasztották.
Felesége Bozsán Lenke (1899–1981) volt, akit 1922. december 27-én Budapesten, a Józsefvárosban vett nőül.

## Főbb művei
- Biológiai fogszabályozás (Budapest, 1935)
- Részleges prothesis elhorgonyzása, különös tekintettel a kapcsokra (Molnár Lászlóval, Budapest, 1935)
- Szájsebészet (Balogh Károllyal, Skaloud Ferenccel, Budapest, 1955)
- Hibák a fogorvosi gyakorlatban (többekkel, Budapest, 1961)

## Díjai, elismerései
- Kiváló orvos (1952)
- Munka Érdemrend arany fokozata (1969)
- Árkövy-emlékérem (1970)